# Спомен-гробље страдалих на Сремском фронту (Комлетинци)
|  | Овај чланак је део чланка о Споменицима посвећеним Народноослободилачкој борби 1941—1945. |

Спомен-гробље страдалих на Сремском фронту у Комлетинцима (близу Винковаца) уређено је 1960. године. На њему су сахрањени посмртни остаци око 3700 бораца Југословенске армије погинулих током борби на Сремском фронту од децембра 1944. до априла 1945. године.

## Позадина
Сремски фронт био је утврђена одбрамбена линија Вермахта и Хрватских оружаних снага, која је образована у Срему и делу источне Славоније током Другог светског рата, тачније од 23. октобра 1944. до 13. априла 1945. године. Борбе на Сремском фронту трајале су 172 дана и биле су најтеже, жестоке и најдуже међу биткама Народноослободилачког рата у Југославији. Борбе су завршене пробојем немачко-хрватске одбране 12—13. априла 1945. и напредовањем трупа Југословенске армије до Загреба, Словеније и аустријске границе.
Број погинулих војника Југословенске армије није прецизно утврђен и, према различитим изворима, креће се од 10.000—15.000 до 30.000. Уз њих је погинуло и 1.100 совјетских, 630 бугарских и 163 италијанска војника.

## Опис
Гробље је било уређено 1960. године према пројекту Зденка Колација, а укључивало је средишњи архитектонски елемент и низ надгробних камених плоча, којима су биле означене локације гробних места. Његова намена била је обележавање локације масовне гробнице где су били похрањени остаци бораца.
Средином 1970-их година припремљен је амбициозан пројекат на савезној разини за изградњу монументалног споменика посвећеног свим борцима погинулим на Сремском фронту. Због тога долази до потребе за реконструкцијом Колацијева спомен-гробља које је тематски било повезано с том војном операцијом. Његово уређење довршено је 1975. године према пројекту вајара Душана Џамоње и архитекта Мире Рака. Терен је обликован као низ асиметричних укошења унутар периметра гробља, којима су назначене локације гробних хумака. Цео простор окружен је бетонским зидом, а једину назнаку његове фунералне функције представља масивна гвоздена ограда на улазу те плоча положена на једну од бетонских косина на самоме гробљу.
На Џамоњин ауторски удео у томе пројекту указује мањи скулптурални елеменат у бронзи постављен поред плоче. Његовом упоредбом с макетом Џамоњина пројекта за Споменик палим борцима НОВЈ на Сремском фронту (Споменик победи), чија изведба му је додељена на савезном конкурсу одржаном 1974. године, показује да је заправо реч о стилизованој иначици макете споменика, чије контуре исцртавају облик неправилне петокраке звезде. Будући да Џамоњин споменик у Шиду није никада био реализован, то обележје на спомен-гробљу у Комлетинцима представља једини реализовани сегмент знатно већег меморијалног пројекта.

## Галерија
- Улаз у спомен-гробље
- Поглед на гробље
- Стилизована скуплтура (макета нереализованог споменика у Шиду)
- Спомен−плоча